# Glenn Gilbertti
Glenn Gilbertti (12 de noviembre de 1967) es un luchador profesional estadounidense semirretirado, más conocido por sus apariciones en la World Championship Wrestling (WCW) como Disco Inferno (más tarde cambiado a Disqo).

## Vida personal
Gilbertti fue arrestado en relación con un juego de póquer que se ejecutó en el sótano de una casa en Nesbit Bridge Road en Roswell, Georgia en 2007. Todos los cargos fueron retirados más tarde. 
En 2009, Gilbertti comenzó a trabajar como anfitrión en el Sapphire Gentlemen's Club, un club de estriptis en Las Vegas. 

## Carrera

### Carrera temprana (1991-1995)
Gilbertti comenzó a luchar en 1991 luchando su primera lucha el 20 de noviembre de 1991. Luchó en el circuito independiente de Georgia, donde fue más conocido por su tiempo en Great Championship Wrestling (GCW), donde ganó varios títulos. También tuvo períodos cortos con la World Wrestling Federation (WWF) y la United States Wrestling Association (USWA) en 1992.

### World Championship Wrestling (1995-2001)

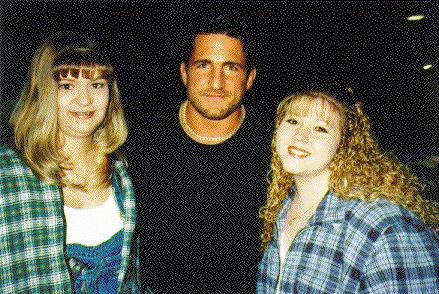
Disco Inferno con dos fans durante su paso por WCW.

Gilbertti hizo su nombre en World Championship Wrestling (WCW) como Disco Inferno, el nombre de la canción de The Trammps e inspirado por el personaje de John Travolta Tony Manero en Saturday Night Fever. Gilbertti acredita a Raven por el nacimiento del personaje "Disco Inferno". Molestó a la audiencia con su personaje de bailarín disco, que incluía bailar en el camino hacia el ring y durante sus luchas, siendo la frase clave que los fanáticos cantaban "¡Disco apesta!".
Gilbertti firmó un contrato con WCW en 1995 y debutó más tarde ese mismo año. Gradualmente se elevó a la posición de tarjeta media como un tweener, con el truco de ser que olvidaría cómo aplicar su agarre final, una figura de pie cuatro leglock. A menudo, traía una hoja de trucos con un diagrama sobre cómo aplicar la retención al anillo. Compitió principalmente en los shows de Saturday Night, Main Event y WorldWide de la WCW que incluían principalmente luchadores de media carta.
Inferno luchó en muchas ediciones del Main Event antes de los eventos de pay-per-view contra superestrellas como Joey Maggs y Eddie Guerrero. También compitió el 23 de enero de 1996 en la edición de Clash of the Champions en un esfuerzo por perder a Kevin Sullivan. Inferno hizo su debut pay-per-view en Slamboree 1996: Lord of the Ring en un concurso de equipos de etiqueta donde se unió a Alex Wright contra Dick Slater y Earl Robert Eaton.
Disco comenzó a impulsar la división de peso crucero a mediados de 1996. Comenzó una enemistad con el WCW Cruiserweight Championship Dean Malenko y, sin éxito, lo desafió por el título en Bash at the Beach. En la Tercera Guerra Mundial, participó en el anillo de tres, 60 hombres de batalla real con el ganador recibiendo una oportunidad en el Campeonato Mundial Peso Pesado de la WCW. Inferno se lesionó a principios de 1997 y se tomó un tiempo libre antes de regresar en septiembre. Su lesión fue mencionada después de que Disco se negara a perder con Jacqueline porque ella era una mujer.
Disco luego se peleó con Alex Wright, quien comenzó a bailar antes de su entrada para burlarse de Disco. Disco fue reservado para ganar el Campeonato Mundial Televisivo de la WCW en la edición del lunes 22 de septiembre de Nitro. Disco perdido para Jacqueline en Halloween Havoc. Se involucró en una pelea con Perry Saturn después de perder el título de Television de Saturn el episodio del 3 de noviembre de Nitro. Disco perdió ante Saturn en una revancha en la World War 3, antes de recuperar el título de Saturn en una revancha en el episodio del 8 de diciembre de Nitro. Cuatro semanas después, dejó caer el título a Booker T.
Campeón de Televisión, Disco una vez más se convirtió en un talento de mejora y un jugador de mediana edad en la división de peso crucero.
Derrotó a La Parka en SuperBrawl VIII. Él remendó cosas con el ex rival Alex Wright, convirtiéndose así en un heel en el proceso y el dúo formó un equipo de bailarines conocido como Dancing Fools. El equipo fue utilizado para el alivio de la comedia y a menudo bailaba antes de su entrada. También se les unió su compañero bailarín Tokyo Magnum. En Bash at the Beach, Inferno perdió un combate con Konnan. Inferno y Wright se pelearon con equipos como The Public Enemy (Johnny Grunge y Rocco Rock), y The British Bulldog y Jim Neidhart.
Inferno y Wright se separan para reanudar una carrera en solitario. Inferno ataca a Juventud Guerrera y lo derrota en Halloween Havoc para convertirse en el retador número 1 en el título del Campeonato de peso crucero. Luego atrapa el juego contra el campeón Billy Kidman, pero pierde la lucha. En la Tercera Guerra Mundial, participa en la batalla real de tres hombres y 60 anillos. Inferno se une a nWo Wolfpac de Kevin Nash. Disco está entonces en rivalidad con luchadores como Booker T, Konnan, Buff Bagwell y Ernest Miller.
Inferno finalmente gana el título del Campeonato de peso crucero en Psychosis el 4 de octubre de 1999 en la edición de Nitro. Él defiende su título contra Lash LeRoux en Halloween Havoc. Se une a su nuevo aliado Tony Marinara. Inferno pierde el cinturón de peso crucero contra Evan Karagias en Mayhem después de atacar a Marinara por accidente. Marinara se une a The Mamalukes, mientras que Disco se une a LeRoux. En Starrcade, Disco y LeRoux pierden ante Mamalukes.
En la primavera de 2000, Eric Bischoff y Vince Russo "reiniciaron" la WCW y se formó la Nueva Sangre. Disco se unió a The Mamalukes, luego a The Filthy Animals, se cambió el nombre a Hip Hop Inferno y luego a Disqo (un juego de palabras para el cantante de R&B Sisqó, cuyo sencillo "Thong Song" fue un gran éxito en ese momento). The Filthy Animals se enfrentó con Misfits en Acción y Disqo desafió sin éxito al Teniente Loco por el Campeonato de peso crucero en The Great American Bash. En New Blood Rising, Disqo arbitró un combate fatal de cuatro vías para el Campeonato Mundial por Equipos, que KroniK ganó. En Fall Brawl, Filthy Animals se enfrentó a los Natural Born Thrillers en un combate de eliminación. Durante la, Disco se volvió contra Konnan al golpearlo con un Chart Buster y comenzó a pelearse con los Animales y los Thrillers.
Disco se reunió con su ex rival y su compañero en el equipo, Alex Wright como The Boogie Knights, ambos enfrentándose. En Halloween Havoc, disputaron el Campeonato Mundial por Equipos en una lucha de triángulos, pero terminaron perdiendo la lucha Estaban programados para ganar el Campeonato Mundial en Parejas de la WCW en la Millennium Final el 16 de noviembre, pero Disqo fue legítimamente herido. General Rection sustituyó a Disqo y luego ganó los títulos de etiqueta para Disqo y Wright. Ellos dejaron caer el título después. Terminó separándose de Wright y formando una breve sociedad con Mike Sanders. La última aparición de Disco con WCW se produjo en la edición del 19 de marzo de 2001 (segunda a última) de Nitro, en la que habló sobre su nueva asociación con Sanders y perdió un encuentro con Jason Jett. WCW fue comprado por la World Wrestling Federation (WWF) más tarde esa semana.

### World Wrestling All-Stars (2001-2003)
En abril de 2001, después del cierre de la WCW, Disco se unió al World Wrestling All-Stars.

### Total Nonstop Action Wrestling / Impact Wrestling (2002-2004, 2007-presente)

#### Primeros años (2002-2004)
Gilbertti luego se unió a Total Nonstop Action Wrestling (TNA), cambiando su alias a su nombre real. Su nombre a menudo se escribía incorrectamente usando "Glen Gilberti" o "Glenn Gilberti". El 31 de julio de 2002, el pago por visión semanal de TNA, Disco Inferno debutó en su segmento de conversación semanal titulado Jive Talkin después de anunciar que presentaría un programa de entrevistas la semana anterior. El segmento de conversación duró tres semanas y terminó el 14 de agosto de 2002 con los invitados semanales como Goldy Locks, The Dupps y "ean Baldwin".
Gilbertti se une a Total Nonstop Action Wrestling (TNA), y luego atrapa bajo su nombre real. Se convierte en miembro de Sports Entertainment Xtreme (SEX) y se convierte en el líder. El 7 de mayo de 2003, ganó el Anarchy Battle Royal para convertirse en el n.º 1 del Campeonato Mundial Peso Pesado de la NWA. Se encuentra con el campeón Jeff Jarrett pero pierde la lucha.
Después de que SEXO se haya disuelto, Gilberti forma la Conexión de Nueva York (NYC) con Simon Diamond, David Young, Johnny Swinger y Trinity. Gilberti se une a Diamond y Swinger en un partido de 6 hombres contra 3Live Kru (Konnan, Ron Killings y B.G. James) por el vacante título del Campeonato Mundial en Parejas de NWA. Después de comenzar su equipo, Gilberti comienza un equipo con Young mientras que Diamond y Swinger forman otro equipo. En 2004, Gilberti se unió a Swinger y se unió a Turning Point contra Pat Kenney y Johnny B. Badd. Gilberti abandona el TNA y parte en el circuito independiente.

#### Apariciones esporádicas (2007-presente)
El 18 de octubre de 2007, edición de  Impact!, Gilbertti apareció en un segmento de entrevista grabada con Mike Tenay como Disco Inferno. Regresó más tarde en el programa, perdiendo en un squash a Abyss.
A finales de 2007, Gilbertti trabajó para TNA como agente de carreteras y también contribuyó al equipo creativo con Vince Russo. También asistió a la interacción de fanes de Lockdown de TNA en Lowell, Massachusetts el 12 de abril de 2008 y luego apareció como invitado en la edición del 8 de octubre de 2008 de Spin Cycle, Show exclusivo en línea de TNA. El 2 de noviembre de 2008, Gilberti fue liberado de su contrato con TNA, con ellos citando los recortes presupuestarios como la razón.
En la edición del 26 de mayo de 2011 de Impact Wrestling, Disco Inferno hizo una aparición en Mr. Anderson en el segmento de entrevistas de Scorpion Sitdown, donde Anderson le pidió que enterrara a Sting. Anderson se negó y fue derrotado por Anderson hasta que Sting lo ayudó.
Disco Inferno hizo una breve aparición en la edición del 15 de diciembre de Impact Wrestling titulada "Eliminación total ininterrumpida". Apareciendo "detrás del escenario", Inferno comentó sobre su alivio al no tener que enfrentarse al hijo de Max Hardy (Matt Hardy) en su primera lucha luego de ser atrapado por él en otra ocasión.
Gilbertti apareció en el episodio de Acción de Gracias 2018 de Impact Wrestling. Gilbertti tenía un plan para impresionar a Scarlett Bordeaux. Participó en la 2.ª edición anual de "Gravy Train Turkey Trot" de Eli Drake, una lucha de 5 a 5 en un equipo mixto donde formó equipo con el miembro de Ohio Versus Everything Jake Crist, Katarina (Katarina Waters), el miembro de Desi Hit Squad Rohit Raju y su capitán Eli Drake. Se enfrentaron al equipo de Alisha Edwards, Dezmond Xavier, Kikutaro, KM (Kevin Matthews y el capitán del equipo Fallah Bahh). Gilbertti fue atrapado por Fallah Bahh después de una Bonzai Drop. Desde que Gilbertti quedó atrapado en la lucha, se vio obligado a usar el traje de Turquía.
Gilbertti regresó en el episodio del 17 de mayo y habló negativamente sobre la lucha libre femenina. Mientras se desempeñaba como comentarista invitada de una batalla real femenina, Gilbertti entró al partido y ganó al eliminar a Tessa Blanchard. En el episodio del 24 de mayo, Gilbertti realizó una "exposición" con Ashley Vox. Blanchard lo confrontó después de hablar mal de la lucha libre femenina. El 31 de mayo, Blanchard venció a Gilbertti en un partido intergénero. Gilbertti regresó el 25 de febrero de 2020 y formó una sociedad con Johnny Swinger después de que Willie Mack dijera que ya no sería un equipo con Swinger. La semana siguiente, Gilbertti y Swinger perdieron ante los Deaners. En el episodio del 10 de marzo, Gilbertti y Swinger perdieron ante Mack y Ace Austin. Gilbertti abandonó el equipo con Swinger después del partido.

### Semi-retiro (2005-presente)
En 2005, Gilbertti volvió a trabajar en el circuito independiente en Georgia y Minnesota. También luchó por Southern Wrestling Alliance y el Anillo de gloria de Vince Russo.
Desde 2009, ha trabajado como entrenador para Future Stars of Wrestling en Las Vegas y algunas veces aparece en los programas independientes de la compañía.
Apareció en el Wrestlecon Supershow durante WrestleMania 31 el fin de semana en San José, California. Derrotó al Sr. T.A.
Disco se asoció con Eli Drake el 11 de marzo de 2018 en Future Stars of Wrestling en Las Vegas. Los dos perdieron a Raven y Tommy Dreamer.

## Los pódcast y otro trabajo
A partir de finales de 2007 a mediados de 2009, Gilbertti escribieron columnas e hicieron rasgos de audio sobre Wrestlezone.com.
En 2014, Gilbertti comenzó a aparecer como un invitado sobre los pódcast de la Radio de Acción de luchar de Liga Principales y a principios de 2015 brevemente tenía su propio podcast 'las Noticias Calientes junto Mike Lijadoras sobre Vince Russo 'la s Pyro y el sitio web Ballyhoo.
Gilbertti es actualmente una de la multitud de un pódcast llamado "Keepin ello 100" con Konnan sobre la red de Jericó. Él ha sido con el espectáculo ya que ello debuted sobre el Podcast Un en 2016. El espectáculo es actualmente sobre Westwood Un. Gilbertti también aparece semanal sobre Vince Russo 'la s la Red de Marca en un espectáculo los Juguetes de la Vereda llamada, Bros y la Discoteca (Leones anteriormente llamados, Tigres, Osos y Discoteca).

## Reservando la carrera y la herencia
En junio de 2000, Gilbertti ayudado en la reserva del WCW muestra. Durante aquel tiempo, el comité de reserva consistieron en Gilbertti, Vince Russo, Bancos de Cuenta, Ed Ferrara, y Terry Taylor. Durante la reserva de sesiones, Gilbertti de vez en cuando bromearía con el equipo creativo sobre ángulos potenciales: un incluido haciendo un trama de invasión marciano donde la historia comenzaría con antenas salir de la cabeza de Miguel Tenay; el otro incluirían una viñeta pregrabada mostrando a un vestuario vacío seguido de una exposición de título " el Hombre Invisible: Llegada Pronto ".
En la Ópera de Cuerda de libro de Vince Russo, Russo dice cuando él estaba cerca del dimitir como el escritor delantero del equipo WWE creativo a mediados de 2002, él solicitó que Gilbertti sea traído con él; según Russo, palabra conseguida alrededor la reserva de aproximadamente Gilbertti al punto que Vince McMahon preguntó la decisión de Russo sobre la introducción de Gilbertti debido a preocupaciones legítimas sobre las ideas de Gilbertti, y se refirió " la invasión marciana " el ángulo a él. Russo terminó no por firmar con WWE más tarde y Gilbertti no fue firmado por consiguiente también.
Gilbertti tenía una breve limitación sobre el equipo creativo en TNA a finales de 2007 a principios de 2008, cuando Russo le trajo en. Post-WCW, durante entrevistas y columnas él había escrito, sabían Que Gilbertti era muy vocales sobre su preferencia del aspecto de hospitalidad sobre el componente atlético de acción de luchar profesional.
En septiembre de 2015, Kayfabe Comentarios, quienes producen los DVDS de entrevistas de luchador, liberadas " el Invitado Booker con Glenn Gilbertti "donde Gilbertti habló de su filosofía que lucha así como sus ideas de broma como la invasión marciana, el Hombre Invisible," y el Tilín de Cuenta: El Malo Arquitecto "; cuando preguntado lo que su historia favorita o carácter él reservaron, Gilbertti dijo la reserva de Lance Storm en WCW donde la Tormenta fue empujada semana tras semana al punto donde él sostuvo tres títulos al mismo tiempo.
Sobre aquella misma entrevista de Invitado Booker, Gilbertti se explicó sobre su filosofía en la reserva de la acción de luchar profesional:

"nunca hubo un libro escrito sobre la acción de luchar. El libro que ha sido escrito sobre la acción de luchar está en el ego de las mentes de las personas que lo han hecho antes de nosotros, estos que han reservado antes y han sido acertados. Ellos piensan que ellos escribieron el libro porque ellos hicieron las cosas que demostraron acertadas. Esto no significa que esto sea la única cosa que usted tiene que hacer... Usted puede llamarse [pro luchando una telenovela masculina, bien contra el mal llevado a su fin sobre el teatro, pero en este día y la edad, en la era de posiciones, acción de luchar es un bloque de tres horas de televisión que usted tiene la libertad de poner independemente de usted quiere sobre ello conseguir a la gente para mirar el espectáculo."

El 8 de abril de 2014, WWE Countdown clasificó al personaje de Disco Inferno interpretado por Gilbertti como el sexto truco más infame en la historia de la lucha libre. Muchos de sus compañeros de la WCW, que ahora trabajan para la WWE, como William Regal, Bill DeMott, y Scott Armstrong, defendieron a Gilbertti, afiabrazó el truco y fue capaz de superarlo con éxito con los fanáticos. Gilbertti no fue entrevistado para el show.

## En lucha
- Movimientos finales
  - Chart Buster (Three-quarter facelock jawbreaker)
  - Standing figure four leglock

- Movimientos de firma
  - Diving axe handle elbow drop[6]
  - Bionic elbow
  - DDT[6]
  - Diving or frog splash
  - Facebreaker knee smash
  - Hangman
  - Inverted atomic drop, often followed by a running clothesline[6]
  - Russian legsweep[6]
  - Snapmare
  - Spike piledriver,[1] sometimes preceded by the Macarena dance
  - Swinging neckbreaker[1]
  - Throat first flapjack onto the top rope
  - Vertical suplex[6]
  - Village People's Elbow (Running elbow drop, preceded by the YMCA dance)[1]

- Managers
  - Tony Marinara[6]
  - Tygress

- Luchadores dirigidos
  - The Mamalukes (Big Vito & Johnny the Bull)[7]
  - "The New York Connection" (Vito, Johnny Swinger, Simon Diamond, David Young & Trinity)
  - Simon Diamond & Johnny Swinger

- Apodos
  - "The Boogie Man" (WCW)
  - "Hip-Hop Inferno" (WCW; used while in the Filthy Animals)
  - "The (self-proclaimed) Manager of Champions" (WCW; used while managing The Mamalukes)
  - "The Brooklyn Stud" (TNA)
  - "Gifted" Glenn Gilberti (TNA)[1]

## Campeonatos y logros
- Great Championship Wrestling
  - GCW Heavyweight Championship (1 vez)[1][8]
  - GCW Tag Team Championship (1 vez) – con Johnny Swinger[1][9]
  - GCW Television Championship (3 veces)[1][10]
  - GCW United States Junior Heavyweight Championship (1 vez)[1][11]

- Impact Pro Wrestling (New Zealand)
  - Armageddon Cup (2008)

- Mid-Eastern Wrestling Federation
  - MEWF Heavyweight Championship (1 vez)[1]

- North Georgia Wrestling Association
  - NGWA Tag Championship (1 vez) – con Ashley Clark[1]

- Palmetto Pride Championship Wrestling
  - PPCW Heavyweight Championship (1 vez)

- Pro Wrestling Illustrated
  - Ranked n.º 85 of the top 500 wrestlers in the PWI 500 in 1999[12]

- Swiss Wrestling Federation
  - SWF Heavyweight Championship (1 vez)[13]

- World Championship Wrestling
  - WCW Cruiserweight Championship (1 vez)[1][14]
  - WCW World Tag Team Championship (1 vez) – con Alex Wright
  - WCW World Television Championship (2 veces)[1]

- Wrestling Observer Newsletter awards
  - Best Gimmick (1995)